# Ingalda Kaval, Gubbi
Ingalda Kaval là một làng thuộc tehsil Gubbi, huyện Tumkur, bang Karnataka, Ấn Độ.